# Rincón del Torozo
La microrreserva Rincón del Torozo es un espacio natural español en forma de microrreserva, ubicado en el suroeste de la provincia de Toledo. Está formada por el túnel abandonado de una antigua vía de ferrocarril, siendo uno de los refugios de quirópteros más importantes de Europa y, sin duda, el más importante para los murciélagos de cueva en toda España.

## Ubicación
El Rincón del Torozo está ubicado en un Monte de Utilidad Pública llamado Valderromero y Cerro del Torozo, situado en el municipio de Puerto de San Vicente, en la Sierra de Altamira (Montes de Toledo).

## Protección
Fue declarado como microrreserva por el Gobierno de Castilla-La Mancha mediante el Decreto 44/2002. El espacio se extiende por un área de 202'07 hectáreas. Está declarado Zona Especial de Conservación (ZEC) por su relevancia como refugio de un gran número de quirópteros cavernícolas amenazados que utilizan el túnel de una antigua vía de ferrocarril abandonada durante los periodos de hibernación y migración. 

## Fauna
Las especies detectadas son:
- Murciélago grande de herradura (Rhinolophus ferrumequinum)
- Murciélago mediterráneo de herradura (Rhinolophus euryale)
- Murciélago de cueva (Miniopterus schreibersii)
- Murciélago de oreja partida (Myotis emarginatus)
- Murciélago orejudo (Plecotus auritus)

Cabe destacar, que las especies anteriores, se encuentran incluidas dentro del Catálogo Regional de Especies Amenazadas (Decreto 33/1998), dentro de la categoría Vulnerable, siendo esto también causa para su protección.

## Entorno
El espacio natural está ubicado en una zona de monte bajo donde predomina el bosque mediterráneo: destacando encinas, alcornoques, pino rodeno, jara y retama.